# George Duvivier
George Duvivier (New York, 17 augustus 1920 - aldaar, 11 juli 1985) was een Amerikaanse jazz-bassist en componist. Hij speelde bas op talloze platen van grote jazzmusici.
Duvivier studeerde viool aan het Conservatory of Music and Art en werd assistent-concertmeester bij het Central Manhattan Symphony Orchestra. Uiteindelijk koos hij echter voor de contrabas en de jazzmuziek. Hij leerde ook compositie en arrangeren aan de universiteit van New York. Hij speelde vanaf 1937 in het Royal Baron Orchestra en werkte in het begin van de jaren veertig onder meer bij de bands van Coleman Hawkins en Lucky Millinder. Na zijn militaire dienst was hij actief voor Jimmy Lunceford, waarvoor hij arrangementen schreef (1945-1947). Daarna volgde een periode bij Sy Oliver. In de eerste helft van de jaren vijftig begeleidde hij jazzzangers en -zangeressen als Nellie Lutcher, Pearl Bailey, Billy Eckstine en Lena Horne. Ook deed hij werk voor de film, televisie en commercials. In 1956 maakte Duvivier een plaat als leider, maar verder werkte hij voornamelijk als een freelance-muzikant. Hij speelde en nam op met jazzgrootheden als Bud Powell, Herbie Nichols, Wilbur Harden, Eric Dolphy, Eddie Lockjaw Davis, Shelly Manne, Antônio Carlos Jobim, Jimmy Smith, Shirley Scott, Clark Terry, Hank Jones, Mal Waldron, Sarah Vaughan, Moondog, George Benson, Benny Carter, Illinois Jacquet en Sonny Stitt.